# Abiere
Abière est un village du Cameroun, situé dans la région de l'Est, dans le département du Haut-Nyong et dans la commune de Lomié. La commune de Lomié, créée en 1955, compte parmi les 33 communes de la région de l'Est. Elle se limite au nord par Mindourou, à l'ouest par Messamena, au sud par la commune de Ngoyla et à l'est par Yokadouma.

## Économie
L'économie du village est principalement basée sur l'agriculture (agriculture vivrière et agriculture de rente), sur l'exploitation forestière, la pêche, l'élevage (moutons et chèvres) et sur la cueillette.

## Exploitation du sable, pierres et latérites
Le sable, bien que peu exploité, constitue la principale richesse naturelle du village. Par ailleurs, les carrières de latérites ou bien de pierre auraient la possibilité de devenir des secteurs d'activités pouvant contribuer à la création d'emploi dans la commune, touchée par le chômage.

## Population
Lors du recensement de 2005, le village comptait 203 habitants, dont 112 hommes et 91 femmes.

## Langue
- Ndjem (langue)